# یواس‌اس فاراگات (دی‌دی‌جی-۹۹)
یواس‌اس فاراگات (دی‌دی‌جی-۹۹) (به انگلیسی: USS Farragut (DDG-99)) یک کشتی است که طول آن ۵۰۹ فوت ۶ اینچ (۱۵۵٫۳۰ متر) می‌باشد. این کشتی در سال ۲۰۰۵ ساخته شد.